# دایهاتسو میرا کوکا
دایهاتسو میرا کوکا (Daihatsu Mira Cocoa) خودرویی است که از سال ۲۰۰۹ تا سال ۲۰۱۸ تولید شده‌است.
این خودرو در کلاس خودرو کی قرار گرفته، است.
حجم موتور این خودرو ۶۵۸ سی‌سی است.